# Валон (Фрібур)
Валон (фр. Vallon) — громада  в Швейцарії в кантоні Фрібур, округ Бруа.

## Географія
Громада розташована на відстані близько 39 км на захід від Берна, 18 км на північний захід від Фрібура.
Валон має площу 3,5 км², з яких на 9,1% дозволяється будівництво (житлове та будівництво доріг), 87,1% використовуються в сільськогосподарських цілях, 3,7% зайнято лісами, 0% не є продуктивними (річки, льодовики або гори).

## Демографія
2019 року в громаді мешкало 455 осіб (+37% порівняно з 2010 роком), іноземців було 18,7%. Густота населення становила 130 осіб/км².
За віковим діапазоном населення розподілялося таким чином: 24% — особи молодші 20 років, 62,6% — особи у віці 20—64 років, 13,4% — особи у віці 65 років та старші. Було 199 помешкань (у середньому 2,3 особи в помешканні).